# Большой Юшатырь
Большо́й Юшаты́рь (Юшатырь) — река в России, протекает по Оренбургской области и Республике Башкортостан. Устье реки находится в 55 км по левому берегу реки Салмыш. Длина реки составляет 92 км. Площадь водосборного бассейна — 3393 км².
Топоним возводят к башкирскому юша — «яшма», «яшмовый» и древнетюркскому тура — «укрепление», «крепость».

## Притоки
Основные притоки (расстояние от устья):
- 7 км: река Малый Гумбет
- 14 км: река Большой Гумбет
- 20 км: река Большая Куюргаза
- 44 км: река Казлаир
- 45 км: река Малый Юшатырь
- 53 км: река Тугустемир
- 67 км: река Казлаир
- 71 км: река Куяныш

## Данные водного реестра
По данным государственного водного реестра России относится к Уральскому бассейновому округу, водохозяйственный участок реки — Сакмара от впадения реки Большой Ик и до устья. Речной бассейн реки — Урал (российская часть бассейна).
Код объекта в государственном водном реестре — 12010000712112200006831.